# ドラッグ・ラグ
ドラッグ・ラグ（英語: Medical drug lag、新薬承認の遅延）とは、新たな薬物が開発されてから、治療薬として実際に患者の診療に使用できるようになるまでの時間差や遅延のことである。日本においては、世界において既にその使用が承認されている薬剤が、日本では使用が承認されていないことや、承認の遅れを指して使われる。主として規制当局による承認の遅れに起因する。あるいは、他国で危険性が指摘されているにもかかわらず、自国で使用の継続が認められる問題をさす。
承認されていない医薬品の適応外使用は、世界において承認と十分な使用実績があり、既に日本でも販売されている薬にて行われることがあるが、これはドラッグ・ラグの問題として、承認手続き省略の取り組みがなされてきた。

## 問題点
ドラッグ・ラグにおける共通の問題点は、新薬の安全性という社会的利益（公共の福祉）と保険適用の遅延や排除（保険者の経済的利益）と、新薬のタイムリーな投与、また、患者利益と社会利益の対立の構造についてのバランスの問題である。
自国での承認が他国より遅れる際に一番問題となのは、法制度の問題の内、自国で承認されない状況が続いたり承認が遅かったりする場合である。ほかの原因には、製造設備や輸入価格が原因となる場合、販売権など商業法上の問題、法律的な障害の場合がある。患者の負担においては、保険診療が受けられないため自由診療となり、医療費負担に反映されることとなる。
日本では、一部条件付きながら保険診療制度化での未承認薬の使用は可能となる制度が設けられてきた。保険外併用療養費（関連して旧特定療養費）である。適応外使用の議論から、世界での承認と使用実績により、日本での承認の遅れを解消させているが、産業政策の面で問題が残っている。
また危険性に関しては、医薬品の評価に関してさまざまな問題が指摘されているが、サリドマイドや血液製剤や予防接種の薬害問題に象徴される、日本国政府（厚生労働省）の対応の遅れが指摘されている。

## 日本におけるドラッグ・ラグ
| 内外差              | 数 |
| ------------------- | -- |
| 2年以内の発売       | 6  |
| 2年以上かかって発売 | 17 |
| 承認作業中          | 50 |
| 作業なし            | 27 |

日本のドラッグ・ラグは、平均して1,417日間（2004年）であり、世界38位であった（世界上位40ヶ国の平均は758日間）。経済協力開発機構はこれを他国並みに改善すべきと勧告している。
日本においては、諸外国より新薬認可が遅い原因を体制面の不備にあると指摘する意見がある。すなわち、諸外国においては、治験を担当する医師と製薬企業とが直接契約を結び、治験の報酬は直接医師に入るシステムになっている場合が多い。しかし日本では直接契約が認められておらず、治験業務に対する病院内での評価は低く、医師が多忙な診療の合間をぬって治験を多く手がけたとしても、それが業績として評価される仕組みは一部の例外（国立病院機構など）を除き、存在しない。
日本で患者を1名集めるのにかかる時間は、アメリカ合衆国の18.3倍というデータもある。その他にも種々の要因があるものの、1症例あたりに換算した治験費用は、米国の2倍以上になるとも言われ、費用面の問題も指摘されている。
しかし、最近では、治験に対する医師の理解が進みつつあることや、治験コーディネーターと呼ばれる職種の活躍などにより、日本の治験の質も改善している。厚生労働省は、2006年（平成18年）10月30日「有効で安全な医薬品を迅速に提供するための検討会」を発足、定期的にヒアリングなどを行っている。また、厚生労働大臣舛添要一は「平成23年（2011年）までに、新薬の審査にかかる時間を欧米並みに短縮する」と発言している。さらに、日本単独ではなく世界規模で治験を行う「国際共同治験」への関心も高まっている。
2000年以降は改善が進み承認にかかる時間は短縮されているが、創薬の中心となっている海外の創薬ベンチャーは日本に申請するが開発の最終段階となるためドラッグ・ラグに繋がっている。

## 米国におけるドラッグ・ラグ
アメリカ合衆国におけるドラッグ・ラグとは、新薬の安全性（公共の利益）と、重態な患者への早期の治療薬の配布との問題としての面が大きい。
当初アメリカ合衆国では、新薬は開発会社や販売代理店が公正な検証を行って販売をする建前だったが、1960年代のヨーロッパでのサリドマイド薬害から、新薬の安全性に対する規制が政策的に行われた。しかし、1980年代後半に後天性免疫不全症候群という当時未知の病気が流行後、逆に慎重な規制が、なんら治療薬の存在しない状態を作り出し、重症患者の治療を阻害し、その治療を致命的に遅延させる原因として、ドラッグ・ラグが政治問題化した。
これは、製薬会社の新薬のタイムリーな販売による利益とも合致し、治験という名目で大量の患者に同意の下、安全性に対して十分なデータの蓄積がない新薬による、人体実験という形での治療がなされた。これによって、重症な患者に対してのドラッグ・ラグの解消がなされた。欧州での薬品認可との時間差については、現在も議論と改善の方法が考えられている。
アメリカではメガファーマがブロックバスターの開発に注力する一方で、収益性の低い稀少疾患の医薬品を開発する創薬ベンチャーへの投資も盛んで、承認も迅速なため患者救済に繋がっている。

## 関連書籍
- 日本公定書協会「ドラッグラグの現状と解決に向けた提言」（じほう）